# Robin Schulz/Auszeichnungen für Musikverkäufe

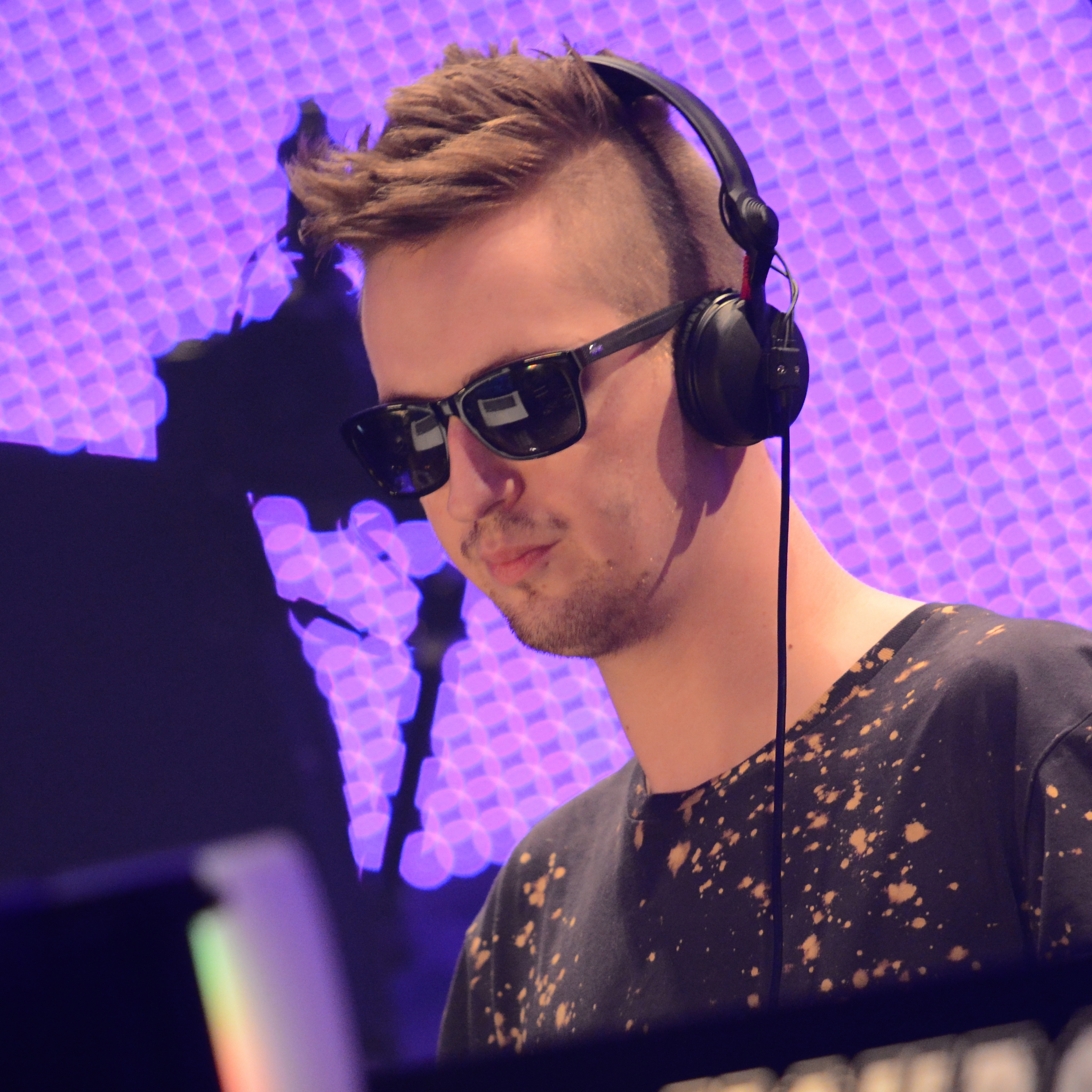
Robin Schulz (2014)

Dies ist eine Übersicht über die Auszeichnungen für Musikverkäufe des deutschen DJs Robin Schulz. Die Auszeichnungen finden sich nach ihrer Art (Gold, Platin usw.), nach Staaten getrennt in chronologischer Reihenfolge, geordnet sowie nach den Tonträgern selbst, ebenfalls in chronologischer Reihenfolge, getrennt nach Medium (Alben, Singles usw.), wieder.

## Auszeichnungen
| - Vereinigtes Königreich - 2021: für die Single OK - 2022: für die Single Sun Goes Down - 2023: für die Single Headlights - Australien - 2023: für die Single In Your Eyes - 2023: für die Single Speechless - Belgien - 2019: für die Single Speechless - 2020: für die Single Alane - 2021: für die Single All We Got - Brasilien - 2024: für die Single In Your Arms (For an Angel) - Dänemark - 2014: für die Single Waves (Robin Schulz Remix) - 2014: für die Single Prayer in C (Robin Schulz Remix) - 2015: für die Single Headlights - 2017: für die Single Shed a Light - 2018: für das Album Sugar - 2020: für das Album Prayer - 2021: für die Single In Your Eyes - 2023: für die Single Miss You - 2024: für die Single Sun Goes Down - 2025: für die Single OK - Deutschland - 2016: für das Album Sugar - 2016: für die Single Heatwave - 2018: für die Single I Believe I’m Fine - 2018: für die Single Unforgettable - 2019: für die Single Oh Child - 2020: für die Single All This Love - 2020: für die Single Alane - 2022: für die Single Young Right Now - 2023: für die Single One More Time - Finnland - 2018: für das Album Prayer - 2018: für das Album Uncovered - Frankreich - 2017: für die Single Shed a Light - 2020: für die Single Alane - 2022: für die Single Young Right Now - Italien - 2015: für die Single Sun Goes Down - 2017: für die Single Show Me Love - 2018: für die Single Heatwave - 2021: für die Single In Your Eyes - Kanada - 2017: für die Single Headlights - 2017: für das Album Sugar - 2021: für die Single Heatwave - 2021: für die Single Oh Child - 2021: für die Single Speechless - 2021: für die Single Sun Goes Down - 2023: für die Single All We Got - Mexiko - 2015: für die Single Prayer in C (Robin Schulz Remix) - 2015: für die Single Sun Goes Down - Neuseeland - 2015: für die Single Headlights - 2016: für die Single Sun Goes Down - Niederlande - 2022: für das Album IIII - Norwegen - 2015: für das Album Prayer - Österreich - 2014: für die Single Waves (Robin Schulz Remix) - 2015: für die Single Sun Goes Down - 2015: für die Single Headlights - 2016: für die Single Show Me Love - 2017: für die Single Shed a Light - 2019: für die Single Unforgettable - 2019: für die Single Oh Child - 2019: für die Single All This Love - 2023: für die Single In Your Arms (For an Angel) - 2023: für die Single I Got a Feeling - Polen - 2021: für die Single All This Love - 2021: für die Single Shed a Light - 2024: für die Single Alane - Portugal - 2019: für die Single Waves (Robin Schulz Remix) - 2022: für die Single OK - Schweden - 2015: für die Single Headlights - Schweiz - 2015: für das Album Prayer - 2015: für die Single Headlights - 2016: für die Single Show Me Love - Spanien - 2017: für die Single Shed a Light - 2024: für die Single In Your Eyes - 2024: für die Single Speechless - Vereinigtes Königreich - 2019: für die Single Shed a Light | - Australien - 2015: für die Single Sun Goes Down - 2015: für die Single Headlights - Belgien - 2014: für die Single Prayer in C (Robin Schulz Remix) - 2016: für die Single Sugar - 2017: für die Single OK - 2021: für die Single In Your Eyes - Deutschland - 2016: für das Album Prayer - 2017: für die Single Show Me Love - 2018: für die Single Shed a Light - 2020: für die Single Speechless - 2022: für die Single All We Got - Finnland - 2018: für das Album Sugar - Frankreich - 2017: für die Single OK - 2020: für die Single Speechless - 2021: für die Single All We Got - 2021: für die Single In Your Eyes - 2023: für die Single Miss You - Griechenland - 2025: für die Single Waves (Robin Schulz Remix) - Italien - 2019: für die Single Speechless - 2021: für die Single All We Got - 2023: für die Single Miss You - Kanada - 2017: für das Album Prayer - 2021: für die Single OK - 2021: für die Single Shed a Light - 2023: für die Single In Your Eyes - Neuseeland - 2018: für die Single Shed a Light - 2022: für das Album Sugar - 2023: für die Single Miss You - Niederlande - 2015: für die Single Prayer in C (Robin Schulz Remix) - 2015: für die Single Sugar - Norwegen - 2015: für die Single Sun Goes Down - 2015: für die Single Sugar - Österreich - 2015: für die Single Prayer in C (Robin Schulz Remix) - 2016: für die Single Sugar - 2019: für die Single Speechless - 2020: für die Single Alane - 2021: für die Single All We Got - 2022: für die Single Young Right Now - 2023: für die Single Miss You - Polen - 2021: für die Single All We Got - 2024: für die Single Young Right Now - Portugal - 2022: für die Single Sugar - 2023: für die Single Miss You - Schweiz - 2014: für die Single Waves (Robin Schulz Remix) - 2015: für die Single Sun Goes Down - 2019: für die Single Speechless - Spanien - 2014: für das Streaming Waves (Robin Schulz Remix) - 2014: für das Streaming Prayer in C (Robin Schulz Remix) - 2015: für die Single Headlights - 2017: für die Single OK - 2023: für die Single Miss You - 2024: für die Single Aeiou - 2025: für die Single Sun Goes Down - Vereinigte Staaten - 2016: für die Single Prayer in C (Robin Schulz Remix) - 2017: für die Single Sugar - 2023: für die Single Miss You - Vereinigtes Königreich - 2023: für die Single Miss You - 2024: für das Album Prayer - Deutschland - 2017: für die Single Sun Goes Down - 2023: für die Single In Your Eyes - 2024: für die Single Headlights | - Australien - 2018: für die Single Shed a Light - 2023: für die Single Miss You - Brasilien - 2024: für die Single Right Now - Dänemark - 2014: für das Streaming Prayer in C (Robin Schulz Remix) - 2021: für die Single Sugar - Deutschland - 2019: für die Single OK - Italien - 2017: für die Single Headlights - 2018: für die Single Shed a Light - Kanada - 2024: für die Single Miss You - Neuseeland - 2025: für das Album Prayer - Norwegen - 2015: für die Single Headlights - Österreich - 2021: für die Single OK - 2021: für die Single In Your Eyes - Polen - 2016: für die Single Show Me Love - 2021: für die Single Headlights - 2021: für die Single OK - 2023: für die Single On Repeat - Schweiz - 2016: für die Single Sugar - 2017: für die Single OK - 2024: für die Single Miss You - Spanien - 2015: für die Single Prayer in C (Robin Schulz Remix) - 2024: für die Single Sugar - 2024: für die Single Waves (Robin Schulz Remix) - Vereinigte Staaten - 2017: für die Single Waves (Robin Schulz Remix) - Vereinigtes Königreich - 2020: für die Single Prayer in C (Robin Schulz Remix) - 2023: für die Single Sugar - Italien - 2018: für die Single OK - Neuseeland - 2023: für die Single Prayer in C (Robin Schulz Remix) - Polen - 2021: für die Single In Your Eyes - 2021: für die Single Speechless - 2024: für die Single Miss You - Schweden - 2014: für die Single Prayer in C (Robin Schulz Remix) - Schweiz - 2015: für die Single Prayer in C (Robin Schulz Remix) - Australien - 2023: für die Single Sugar - Dänemark - 2014: für das Streaming Waves (Robin Schulz Remix) - Deutschland - 2023: für die Single Waves (Robin Schulz Remix) - Italien - 2019: für die Single Waves (Robin Schulz Remix) - Kanada - 2017: für die Single Waves (Robin Schulz Remix) - Norwegen - 2015: für die Single Prayer in C (Robin Schulz Remix) - Australien - 2023: für die Single Prayer in C (Robin Schulz Remix) - Italien - 2017: für die Single Sugar - 2018: für die Single Prayer in C (Robin Schulz Remix) - Neuseeland - 2025: für die Single Sugar - Schweden - 2014: für die Single Waves (Robin Schulz Remix) - Vereinigtes Königreich - 2025: für die Single Waves (Robin Schulz Remix) - Kanada - 2023: für die Single Sugar - 2023: für die Single Prayer in C (Robin Schulz Remix) - Deutschland - 2020: für die Single Prayer in C (Robin Schulz Remix) - 2020: für die Single Sugar - Frankreich - 2020: für die Single Sugar - Polen - 2021: für die Single Sugar |

## Auszeichnungen nach Alben

### Prayer
| Land/Region                  | Auszeichnungen für Musikverkäufe (Land/Region, Auszeichnung, Verkäufe) | Verkäufe |
| ---------------------------- | ---------------------------------------------------------------------- | -------- |
| Dänemark (IFPI)              | Gold                                                                   | 10.000   |
| Deutschland (BVMI)           | Platin                                                                 | 200.000  |
| Finnland (IFPI)              | Gold                                                                   | 10.000   |
| Kanada (MC)                  | Platin                                                                 | 80.000   |
| Neuseeland (RMNZ)            | 2× Platin                                                              | 30.000   |
| Norwegen (IFPI)              | Gold                                                                   | 15.000   |
| Schweiz (IFPI)               | Gold                                                                   | 10.000   |
| Vereinigtes Königreich (BPI) | Platin                                                                 | 300.000  |
| Insgesamt                    | 4× Gold · 5× Platin ·                                                  | 655.000  |

### Sugar
| Land/Region        | Auszeichnungen für Musikverkäufe (Land/Region, Auszeichnung, Verkäufe) | Verkäufe |
| ------------------ | ---------------------------------------------------------------------- | -------- |
| Dänemark (IFPI)    | Gold                                                                   | 10.000   |
| Deutschland (BVMI) | Gold                                                                   | 100.000  |
| Finnland (IFPI)    | Platin                                                                 | 20.000   |
| Kanada (MC)        | Gold                                                                   | 40.000   |
| Neuseeland (RMNZ)  | Platin                                                                 | 15.000   |
| Insgesamt          | 3× Gold · 2× Platin ·                                                  | 185.000  |

### Uncovered
| Land/Region     | Auszeichnungen für Musikverkäufe (Land/Region, Auszeichnung, Verkäufe) | Verkäufe |
| --------------- | ---------------------------------------------------------------------- | -------- |
| Finnland (IFPI) | Gold                                                                   | 10.000   |
| Insgesamt       | 1× Gold ·                                                              | 10.000   |

### IIII
| Land/Region        | Auszeichnungen für Musikverkäufe (Land/Region, Auszeichnung, Verkäufe) | Verkäufe |
| ------------------ | ---------------------------------------------------------------------- | -------- |
| Niederlande (NVPI) | Gold                                                                   | 20.000   |
| Insgesamt          | 1× Gold ·                                                              | 20.000   |

## Auszeichnungen nach Singles

### Waves (Robin Schulz Remix)
| Land/Region                  | Auszeichnungen für Musikverkäufe (Land/Region, Auszeichnung, Verkäufe) | Verkäufe  |
| ---------------------------- | ---------------------------------------------------------------------- | --------- |
| Dänemark (IFPI)              | Gold                                                                   | 15.000    |
| Deutschland (BVMI)           | 4× Platin                                                              | 1.200.000 |
| Griechenland (IFPI)          | Platin                                                                 | 20.000    |
| Italien (FIMI)               | 4× Platin                                                              | 200.000   |
| Kanada (MC)                  | 4× Platin                                                              | 320.000   |
| Österreich (IFPI)            | Gold                                                                   | 15.000    |
| Portugal (AFP)               | Gold                                                                   | 5.000     |
| Schweden (IFPI)              | 5× Platin                                                              | 200.000   |
| Schweiz (IFPI)               | Platin                                                                 | 30.000    |
| Spanien (Promusicae)         | 2× Platin                                                              | 120.000   |
| Vereinigte Staaten (RIAA)    | 2× Platin                                                              | 2.000.000 |
| Vereinigtes Königreich (BPI) | 5× Platin                                                              | 3.000.000 |
| Insgesamt                    | 3× Gold · 28× Platin ·                                                 | 7.125.000 |

### Prayer in C (Robin Schulz Remix)
| Land/Region                  | Auszeichnungen für Musikverkäufe (Land/Region, Auszeichnung, Verkäufe) | Verkäufe  |
| ---------------------------- | ---------------------------------------------------------------------- | --------- |
| Australien (ARIA)            | 5× Platin                                                              | 350.000   |
| Belgien (BRMA)               | Platin                                                                 | 30.000    |
| Dänemark (IFPI)              | Gold                                                                   | 15.000    |
| Deutschland (BVMI)           | Diamant                                                                | 1.000.000 |
| Frankreich (SNEP)            | —                                                                      | 270.000   |
| Italien (FIMI)               | 5× Platin                                                              | 150.000   |
| Kanada (MC)                  | 6× Platin                                                              | 480.000   |
| Mexiko (AMPROFON)            | Gold                                                                   | 30.000    |
| Neuseeland (RMNZ)            | 3× Platin                                                              | 90.000    |
| Niederlande (NVPI)           | Platin                                                                 | 30.000    |
| Norwegen (IFPI)              | 4× Platin                                                              | 160.000   |
| Österreich (IFPI)            | Platin                                                                 | 30.000    |
| Schweden (IFPI)              | 3× Platin                                                              | 120.000   |
| Schweiz (IFPI)               | 3× Platin                                                              | 90.000    |
| Spanien (Promusicae)         | 2× Platin                                                              | 80.000    |
| Vereinigte Staaten (RIAA)    | Platin                                                                 | 1.000.000 |
| Vereinigtes Königreich (BPI) | 2× Platin                                                              | 1.200.000 |
| Insgesamt                    | 2× Gold · 37× Platin · 1× Diamant ·                                    | 5.125.000 |

### Sun Goes Down
| Land/Region                  | Auszeichnungen für Musikverkäufe (Land/Region, Auszeichnung, Verkäufe) | Verkäufe  |
| ---------------------------- | ---------------------------------------------------------------------- | --------- |
| Australien (ARIA)            | Platin                                                                 | 70.000    |
| Dänemark (IFPI)              | Gold                                                                   | 45.000    |
| Deutschland (BVMI)           | 3× Gold                                                                | 600.000   |
| Frankreich (SNEP)            | —                                                                      | 23.000    |
| Italien (FIMI)               | Gold                                                                   | 25.000    |
| Kanada (MC)                  | Gold                                                                   | 40.000    |
| Mexiko (AMPROFON)            | Gold                                                                   | 30.000    |
| Neuseeland (RMNZ)            | Gold                                                                   | 7.500     |
| Norwegen (IFPI)              | Platin                                                                 | 40.000    |
| Österreich (IFPI)            | Gold                                                                   | 15.000    |
| Schweiz (IFPI)               | Platin                                                                 | 30.000    |
| Spanien (Promusicae)         | Platin                                                                 | 60.000    |
| Vereinigtes Königreich (BPI) | Silber                                                                 | 200.000   |
| Insgesamt                    | 1× Silber · 7× Gold · 5× Platin ·                                      | 1.185.500 |

### Headlights
| Land/Region                  | Auszeichnungen für Musikverkäufe (Land/Region, Auszeichnung, Verkäufe) | Verkäufe  |
| ---------------------------- | ---------------------------------------------------------------------- | --------- |
| Australien (ARIA)            | Platin                                                                 | 70.000    |
| Dänemark (IFPI)              | Gold                                                                   | 30.000    |
| Deutschland (BVMI)           | 3× Gold                                                                | 600.000   |
| Italien (FIMI)               | 2× Platin                                                              | 100.000   |
| Kanada (MC)                  | Gold                                                                   | 40.000    |
| Neuseeland (RMNZ)            | Gold                                                                   | 7.500     |
| Norwegen (IFPI)              | 2× Platin                                                              | 80.000    |
| Österreich (IFPI)            | Gold                                                                   | 15.000    |
| Polen (ZPAV)                 | 2× Platin                                                              | 100.000   |
| Schweden (IFPI)              | Gold                                                                   | 20.000    |
| Schweiz (IFPI)               | Gold                                                                   | 15.000    |
| Spanien (Promusicae)         | Platin                                                                 | 40.000    |
| Vereinigtes Königreich (BPI) | Silber                                                                 | 200.000   |
| Insgesamt                    | 1× Silber · 7× Gold · 9× Platin ·                                      | 1.317.500 |

### Sugar
| Land/Region                  | Auszeichnungen für Musikverkäufe (Land/Region, Auszeichnung, Verkäufe) | Verkäufe  |
| ---------------------------- | ---------------------------------------------------------------------- | --------- |
| Australien (ARIA)            | 6× Platin                                                              | 420.000   |
| Belgien (BRMA)               | Platin                                                                 | 30.000    |
| Dänemark (IFPI)              | 2× Platin                                                              | 180.000   |
| Deutschland (BVMI)           | Diamant                                                                | 1.000.000 |
| Frankreich (SNEP)            | Diamant                                                                | 333.333   |
| Italien (FIMI)               | 5× Platin                                                              | 250.000   |
| Kanada (MC)                  | 6× Platin                                                              | 480.000   |
| Neuseeland (RMNZ)            | 5× Platin                                                              | 150.000   |
| Niederlande (NVPI)           | Platin                                                                 | 30.000    |
| Norwegen (IFPI)              | Platin                                                                 | 40.000    |
| Österreich (IFPI)            | Platin                                                                 | 30.000    |
| Polen (ZPAV)                 | 3× Diamant                                                             | 750.000   |
| Portugal (AFP)               | Platin                                                                 | 10.000    |
| Schweiz (IFPI)               | 2× Platin                                                              | 60.000    |
| Spanien (Promusicae)         | 2× Platin                                                              | 120.000   |
| Vereinigte Staaten (RIAA)    | Platin                                                                 | 1.000.000 |
| Vereinigtes Königreich (BPI) | 2× Platin                                                              | 1.200.000 |
| Insgesamt                    | 36× Platin · 5× Diamant ·                                              | 6.093.333 |

### Show Me Love
| Land/Region        | Auszeichnungen für Musikverkäufe (Land/Region, Auszeichnung, Verkäufe) | Verkäufe |
| ------------------ | ---------------------------------------------------------------------- | -------- |
| Deutschland (BVMI) | Platin                                                                 | 400.000  |
| Italien (FIMI)     | Gold                                                                   | 25.000   |
| Österreich (IFPI)  | Gold                                                                   | 15.000   |
| Polen (ZPAV)       | 2× Platin                                                              | 40.000   |
| Schweiz (IFPI)     | Gold                                                                   | 15.000   |
| Insgesamt          | 3× Gold · 3× Platin ·                                                  | 495.000  |

### Heatwave
| Land/Region        | Auszeichnungen für Musikverkäufe (Land/Region, Auszeichnung, Verkäufe) | Verkäufe |
| ------------------ | ---------------------------------------------------------------------- | -------- |
| Deutschland (BVMI) | Gold                                                                   | 200.000  |
| Italien (FIMI)     | Gold                                                                   | 25.000   |
| Kanada (MC)        | Gold                                                                   | 40.000   |
| Insgesamt          | 3× Gold ·                                                              | 265.000  |

### Shed a Light
| Land/Region                  | Auszeichnungen für Musikverkäufe (Land/Region, Auszeichnung, Verkäufe) | Verkäufe  |
| ---------------------------- | ---------------------------------------------------------------------- | --------- |
| Australien (ARIA)            | 2× Platin                                                              | 140.000   |
| Dänemark (IFPI)              | Gold                                                                   | 45.000    |
| Deutschland (BVMI)           | Platin                                                                 | 400.000   |
| Frankreich (SNEP)            | Gold                                                                   | 66.666    |
| Italien (FIMI)               | 2× Platin                                                              | 100.000   |
| Kanada (MC)                  | Platin                                                                 | 80.000    |
| Neuseeland (RMNZ)            | Platin                                                                 | 30.000    |
| Österreich (IFPI)            | Gold                                                                   | 15.000    |
| Polen (ZPAV)                 | Gold                                                                   | 25.000    |
| Spanien (Promusicae)         | Gold                                                                   | 20.000    |
| Vereinigte Staaten (RIAA)    | —                                                                      | 11.000    |
| Vereinigtes Königreich (BPI) | Gold                                                                   | 400.000   |
| Insgesamt                    | 6× Gold · 7× Platin ·                                                  | 1.332.666 |

### OK
| Land/Region                  | Auszeichnungen für Musikverkäufe (Land/Region, Auszeichnung, Verkäufe) | Verkäufe  |
| ---------------------------- | ---------------------------------------------------------------------- | --------- |
| Belgien (BRMA)               | Platin                                                                 | 30.000    |
| Dänemark (IFPI)              | Gold                                                                   | 45.000    |
| Deutschland (BVMI)           | 2× Platin                                                              | 800.000   |
| Frankreich (SNEP)            | Platin                                                                 | 133.333   |
| Italien (FIMI)               | 3× Platin                                                              | 150.000   |
| Kanada (MC)                  | Platin                                                                 | 80.000    |
| Österreich (IFPI)            | 2× Platin                                                              | 60.000    |
| Polen (ZPAV)                 | 2× Platin                                                              | 100.000   |
| Portugal (AFP)               | Gold                                                                   | 5.000     |
| Schweiz (IFPI)               | 2× Platin                                                              | 40.000    |
| Spanien (Promusicae)         | Platin                                                                 | 40.000    |
| Vereinigtes Königreich (BPI) | Silber                                                                 | 200.000   |
| Insgesamt                    | 1× Silber · 2× Gold · 15× Platin ·                                     | 1.683.333 |

### I Believe I’m Fine
| Land/Region        | Auszeichnungen für Musikverkäufe (Land/Region, Auszeichnung, Verkäufe) | Verkäufe |
| ------------------ | ---------------------------------------------------------------------- | -------- |
| Deutschland (BVMI) | Gold                                                                   | 200.000  |
| Insgesamt          | 1× Gold ·                                                              | 200.000  |

### Unforgettable
| Land/Region        | Auszeichnungen für Musikverkäufe (Land/Region, Auszeichnung, Verkäufe) | Verkäufe |
| ------------------ | ---------------------------------------------------------------------- | -------- |
| Deutschland (BVMI) | Gold                                                                   | 200.000  |
| Österreich (IFPI)  | Gold                                                                   | 15.000   |
| Insgesamt          | 2× Gold ·                                                              | 215.000  |

### Oh Child
| Land/Region        | Auszeichnungen für Musikverkäufe (Land/Region, Auszeichnung, Verkäufe) | Verkäufe |
| ------------------ | ---------------------------------------------------------------------- | -------- |
| Deutschland (BVMI) | Gold                                                                   | 200.000  |
| Kanada (MC)        | Gold                                                                   | 40.000   |
| Österreich (IFPI)  | Gold                                                                   | 15.000   |
| Insgesamt          | 3× Gold ·                                                              | 255.000  |

### Right Now
| Land/Region     | Auszeichnungen für Musikverkäufe (Land/Region, Auszeichnung, Verkäufe) | Verkäufe |
| --------------- | ---------------------------------------------------------------------- | -------- |
| Brasilien (PMB) | 2× Platin                                                              | 80.000   |
| Insgesamt       | 2× Platin ·                                                            | 80.000   |

### Speechless
| Land/Region          | Auszeichnungen für Musikverkäufe (Land/Region, Auszeichnung, Verkäufe) | Verkäufe |
| -------------------- | ---------------------------------------------------------------------- | -------- |
| Australien (ARIA)    | Gold                                                                   | 35.000   |
| Belgien (BRMA)       | Gold                                                                   | 20.000   |
| Deutschland (BVMI)   | Platin                                                                 | 400.000  |
| Frankreich (SNEP)    | Platin                                                                 | 200.000  |
| Italien (FIMI)       | Platin                                                                 | 50.000   |
| Kanada (MC)          | Gold                                                                   | 40.000   |
| Österreich (IFPI)    | Platin                                                                 | 30.000   |
| Polen (ZPAV)         | 3× Platin                                                              | 150.000  |
| Schweiz (IFPI)       | Platin                                                                 | 20.000   |
| Spanien (Promusicae) | Gold                                                                   | 30.000   |
| Insgesamt            | 4× Gold · 8× Platin ·                                                  | 975.000  |

### All This Love
| Land/Region        | Auszeichnungen für Musikverkäufe (Land/Region, Auszeichnung, Verkäufe) | Verkäufe |
| ------------------ | ---------------------------------------------------------------------- | -------- |
| Deutschland (BVMI) | Gold                                                                   | 200.000  |
| Österreich (IFPI)  | Gold                                                                   | 15.000   |
| Polen (ZPAV)       | Gold                                                                   | 25.000   |
| Insgesamt          | 3× Gold ·                                                              | 240.000  |

### In Your Eyes
| Land/Region          | Auszeichnungen für Musikverkäufe (Land/Region, Auszeichnung, Verkäufe) | Verkäufe  |
| -------------------- | ---------------------------------------------------------------------- | --------- |
| Australien (ARIA)    | Gold                                                                   | 35.000    |
| Belgien (BRMA)       | Platin                                                                 | 40.000    |
| Dänemark (IFPI)      | Gold                                                                   | 45.000    |
| Deutschland (BVMI)   | 3× Gold                                                                | 600.000   |
| Frankreich (SNEP)    | Platin                                                                 | 200.000   |
| Italien (FIMI)       | Gold                                                                   | 35.000    |
| Kanada (MC)          | Platin                                                                 | 80.000    |
| Österreich (IFPI)    | 2× Platin                                                              | 60.000    |
| Polen (ZPAV)         | 3× Platin                                                              | 150.000   |
| Spanien (Promusicae) | Gold                                                                   | 30.000    |
| Insgesamt            | 5× Gold · 9× Platin ·                                                  | 1.275.000 |

### Alane
| Land/Region        | Auszeichnungen für Musikverkäufe (Land/Region, Auszeichnung, Verkäufe) | Verkäufe |
| ------------------ | ---------------------------------------------------------------------- | -------- |
| Belgien (BRMA)     | Gold                                                                   | 20.000   |
| Deutschland (BVMI) | Gold                                                                   | 200.000  |
| Frankreich (SNEP)  | Gold                                                                   | 100.000  |
| Österreich (IFPI)  | Platin                                                                 | 30.000   |
| Polen (ZPAV)       | Gold                                                                   | 25.000   |
| Insgesamt          | 4× Gold · 1× Platin ·                                                  | 375.000  |

### All We Got
| Land/Region        | Auszeichnungen für Musikverkäufe (Land/Region, Auszeichnung, Verkäufe) | Verkäufe |
| ------------------ | ---------------------------------------------------------------------- | -------- |
| Belgien (BRMA)     | Gold                                                                   | 20.000   |
| Deutschland (BVMI) | Platin                                                                 | 400.000  |
| Frankreich (SNEP)  | Platin                                                                 | 200.000  |
| Italien (FIMI)     | Platin                                                                 | 70.000   |
| Kanada (MC)        | Gold                                                                   | 40.000   |
| Österreich (IFPI)  | Platin                                                                 | 30.000   |
| Polen (ZPAV)       | Platin                                                                 | 50.000   |
| Insgesamt          | 2× Gold · 5× Platin ·                                                  | 810.000  |

### One More Time
| Land/Region        | Auszeichnungen für Musikverkäufe (Land/Region, Auszeichnung, Verkäufe) | Verkäufe |
| ------------------ | ---------------------------------------------------------------------- | -------- |
| Deutschland (BVMI) | Gold                                                                   | 200.000  |
| Insgesamt          | 1× Gold ·                                                              | 200.000  |

### Young Right Now
| Land/Region        | Auszeichnungen für Musikverkäufe (Land/Region, Auszeichnung, Verkäufe) | Verkäufe |
| ------------------ | ---------------------------------------------------------------------- | -------- |
| Deutschland (BVMI) | Gold                                                                   | 200.000  |
| Frankreich (SNEP)  | Gold                                                                   | 100.000  |
| Österreich (IFPI)  | Platin                                                                 | 30.000   |
| Polen (ZPAV)       | Platin                                                                 | 50.000   |
| Insgesamt          | 2× Gold · 2× Platin ·                                                  | 380.000  |

### In Your Arms (For an Angel)
| Land/Region       | Auszeichnungen für Musikverkäufe (Land/Region, Auszeichnung, Verkäufe) | Verkäufe |
| ----------------- | ---------------------------------------------------------------------- | -------- |
| Brasilien (PMB)   | Gold                                                                   | 20.000   |
| Österreich (IFPI) | Gold                                                                   | 15.000   |
| Insgesamt         | 2× Gold ·                                                              | 35.000   |

### On Repeat
| Land/Region  | Auszeichnungen für Musikverkäufe (Land/Region, Auszeichnung, Verkäufe) | Verkäufe |
| ------------ | ---------------------------------------------------------------------- | -------- |
| Polen (ZPAV) | 2× Platin                                                              | 100.000  |
| Insgesamt    | 2× Platin ·                                                            | 100.000  |

### Aeiou
| Land/Region          | Auszeichnungen für Musikverkäufe (Land/Region, Auszeichnung, Verkäufe) | Verkäufe |
| -------------------- | ---------------------------------------------------------------------- | -------- |
| Spanien (Promusicae) | Platin                                                                 | 60.000   |
| Insgesamt            | 1× Platin ·                                                            | 60.000   |

### Miss You
| Land/Region                  | Auszeichnungen für Musikverkäufe (Land/Region, Auszeichnung, Verkäufe) | Verkäufe  |
| ---------------------------- | ---------------------------------------------------------------------- | --------- |
| Australien (ARIA)            | 2× Platin                                                              | 140.000   |
| Dänemark (IFPI)              | Gold                                                                   | 45.000    |
| Frankreich (SNEP)            | Platin                                                                 | 200.000   |
| Italien (FIMI)               | Platin                                                                 | 100.000   |
| Kanada (MC)                  | 2× Platin                                                              | 160.000   |
| Neuseeland (RMNZ)            | Platin                                                                 | 30.000    |
| Österreich (IFPI)            | Platin                                                                 | 30.000    |
| Polen (ZPAV)                 | 4× Platin                                                              | 200.000   |
| Portugal (AFP)               | Platin                                                                 | 10.000    |
| Schweiz (IFPI)               | 2× Platin                                                              | 40.000    |
| Spanien (Promusicae)         | Platin                                                                 | 60.000    |
| Vereinigte Staaten (RIAA)    | Platin                                                                 | 1.000.000 |
| Vereinigtes Königreich (BPI) | Platin                                                                 | 600.000   |
| Insgesamt                    | 1× Gold · 18× Platin ·                                                 | 2.615.000 |

### I Got a Feeling
| Land/Region       | Auszeichnungen für Musikverkäufe (Land/Region, Auszeichnung, Verkäufe) | Verkäufe |
| ----------------- | ---------------------------------------------------------------------- | -------- |
| Österreich (IFPI) | Gold                                                                   | 15.000   |
| Insgesamt         | 1× Gold ·                                                              | 15.000   |

## Auszeichnungen nach Musikstreamings

### Waves (Robin Schulz Remix)
| Land/Region          | Auszeichnungen für Musikverkäufe (Land/Region, Auszeichnung, Verkäufe) | Verkäufe   |
| -------------------- | ---------------------------------------------------------------------- | ---------- |
| Dänemark (IFPI)      | 4× Platin                                                              | 10.400.000 |
| Spanien (Promusicae) | Platin                                                                 | 8.000.000  |
| Insgesamt            | 5× Platin ·                                                            | 18.400.000 |

### Prayer in C (Robin Schulz Remix)
| Land/Region          | Auszeichnungen für Musikverkäufe (Land/Region, Auszeichnung, Verkäufe) | Verkäufe   |
| -------------------- | ---------------------------------------------------------------------- | ---------- |
| Dänemark (IFPI)      | 2× Platin                                                              | 5.200.000  |
| Spanien (Promusicae) | Platin                                                                 | 8.000.000  |
| Insgesamt            | 3× Platin ·                                                            | 13.200.000 |

## Statistik und Quellen
| Land/RegionAuszeichnungen für Musikverkäufe (Land/Region, Auszeichnungen, Verkäufe, Quellen) | Silber     | Gold       | Platin         | Diamant     | Verkäufe  | Quellen                 |
| -------------------------------------------------------------------------------------------- | ---------- | ---------- | -------------- | ----------- | --------- | ----------------------- |
| Australien (ARIA)                                                                            | —          | 2× Gold2   | 17× Platin17   | —           | 1.260.000 | aria.com.au             |
| Belgien (BRMA)                                                                               | —          | 3× Gold3   | 4× Platin4     | —           | 190.000   | ultratop.be             |
| Brasilien (PMB)                                                                              | —          | Gold1      | 2× Platin2     | —           | 100.000   | pro-musicabr.org.br     |
| Dänemark (IFPI)                                                                              | —          | 10× Gold10 | 8× Platin8     | —           | 485.000   | ifpi.dk                 |
| Deutschland (BVMI)                                                                           | —          | 12× Gold12 | 14× Platin14   | 2× Diamant2 | 8.800.000 | musikindustrie.de       |
| Finnland (IFPI)                                                                              | —          | 2× Gold2   | Platin1        | —           | 40.000    | Einzelnachweise         |
| Frankreich (SNEP)                                                                            | —          | 3× Gold3   | 5× Platin5     | Diamant1    | 1.826.332 | snepmusique.com         |
| Griechenland (IFPI)                                                                          | —          | —          | Platin1        | —           | 20.000    | Einzelnachweise         |
| Italien (FIMI)                                                                               | —          | 4× Gold4   | 24× Platin24   | —           | 1.280.000 | fimi.it                 |
| Kanada (MC)                                                                                  | —          | 7× Gold7   | 22× Platin22   | —           | 2.040.000 | musiccanada.com         |
| Mexiko (AMPROFON)                                                                            | —          | 2× Gold2   | —              | —           | 60.000    | amprofon.com.mx         |
| Neuseeland (RMNZ)                                                                            | —          | 2× Gold2   | 13× Platin13   | —           | 360.000   | radioscope.co.nz NZ2    |
| Niederlande (NVPI)                                                                           | —          | Gold1      | 2× Platin2     | —           | 80.000    | nvpi.nl                 |
| Norwegen (IFPI)                                                                              | —          | Gold1      | 8× Platin8     | —           | 335.000   | ifpi.no                 |
| Österreich (IFPI)                                                                            | —          | 10× Gold10 | 11× Platin11   | —           | 480.000   | ifpi.at                 |
| Polen (ZPAV)                                                                                 | —          | 3× Gold3   | 20× Platin20   | 3× Diamant3 | 1.765.000 | olis.pl                 |
| Portugal (AFP)                                                                               | —          | 2× Gold2   | 2× Platin2     | —           | 30.000    | Einzelnachweise         |
| Schweden (IFPI)                                                                              | —          | Gold1      | 8× Platin8     | —           | 340.000   | sverigetopplistan.se    |
| Schweiz (IFPI)                                                                               | —          | 3× Gold3   | 12× Platin12   | —           | 350.000   | hitparade.ch            |
| Spanien (Promusicae)                                                                         | —          | 3× Gold3   | 13× Platin13   | —           | 660.000   | elportaldemusica.es ES2 |
| Vereinigte Staaten (RIAA)                                                                    | —          | —          | 5× Platin5     | —           | 5.011.000 | riaa.com                |
| Vereinigtes Königreich (BPI)                                                                 | 3× Silber3 | Gold1      | 11× Platin11   | —           | 7.300.000 | bpi.co.uk               |
| Insgesamt                                                                                    | 3× Silber3 | 73× Gold73 | 203× Platin203 | 6× Diamant6 |           |                         |